# Pyrostremma spinosum
Pyrostremma spinosum är en ryggsträngsdjursart som först beskrevs av William Abbott Herdman 1888.  Pyrostremma spinosum ingår i släktet Pyrostremma och familjen Pyrosomatidae. Inga underarter finns listade i Catalogue of Life.